# Pierre Lafon (homme politique)
Pour les articles homonymes, voir Lafon et Pierre Lafon.
Pierre Lafon est un homme politique français né le 12 avril 1806 à Gramat (Lot) et décédé  le 1er juillet 1880 (Lieu de décès inconnu).

## Biographie
Médecin, il est conseiller général et député du Lot de 1849 à 1851, siégeant au groupe d'extrême gauche de la Montagne.